# Edmur
Edmur, właśc. Edmur Pinto Ribeiro (ur. 9 września 1929 w Rio de Janeiro, zm. 25 września 2007 w Niterói) – piłkarz brazylijski, występujący podczas kariery na pozycji napastnika.

## Kariera klubowa
Karierę piłkarską Edmur rozpoczął we CR Flamengo. Na początku lat. występował w Canto do Rio Niterói, Portuguesie i CR Vasco da Gama. Z Vasco da Gama zdobył mistrzostwo stanu Rio de Janeiro – Campeonato Carioca w 1952.
W latach 1953–1957 Edmur ponownie występował w klubie Portuguesa São Paulo. Z Portuguesą wygrał Turniej Rio – São Paulo w 1955 roku. Edmur był także królem strzelców ligi stanowej São Paulo w 1955 roku. W 1958 był zawodnikiem Náutico, z którego wyjechał do Portugalii do Vitórii Guimarães. W barwach Vitórii Edmur z 25 bramkami był królem strzelców ligi portugalskiej w 1961.
W sezonie 1961–1962 był zawodnikiem drugoligowej hiszpańskiej Celty Vigo. W sezonie 1962–1963 ponownie występował w Portugalii w Leixões SC Karierę Edmur zakończył w Wenezueli w Deportivo Italia.

## Kariera reprezentacyjna
W reprezentacji Brazylii Edmur zadebiutował 17 listopada 1955 w meczu z reprezentacją Paragwaju, którego stawką było Copa Oswaldo Cruz 1955, które Brazylia zdobyła. Był to jedyny jego mecz w reprezentacji.

## Kariera trenerska
Po zakończeniu kariery piłkarskiej Edmur został trenerem. Prowadził portugalskie kluby: Fafe, Gil Vicente i Aliados de Lordelo.